# 中国人民解放军陆军合成第一五四旅
合成第一五四旅（英語：154th Combined Arms Brigade），又名“白台山劲旅”，是中国人民解放军陆军第七十四集团军下辖的一个中型合成旅，驻地广东省韶关市。

## 历史概述
2017年，机步一二三师分出三六九团（白台山英雄团），加上装甲第十五旅被裁撤后的人员成立本旅。

## 沿革
参考资料：
| 部隊番號                       | 使用時期                       |
| 前身（三六九团，白台山英雄团） | 前身（三六九团，白台山英雄团） |
| ------------------------------ | ------------------------------ |
| 东北民主联军第三十六团         | 1946年4月-1947年2月            |
| 东北野战军第三十六团           | 1947年2月-1948年11月           |
| 中国人民解放军第三六九团       | 1948年11月-1960年1月           |
| 步兵第三六九团                 | 1960年1月-1985年4月            |
| 摩托化步兵第三六九团           | 1985年4月-2006年7月            |
| 机械化步兵第三六九团           | 2006年7月-2017年2月            |
| 独立成旅（合成第五旅）         |                                |
| 合成第一五四旅                 | 2017年2月至今                  |

## 荣誉
- 白台山英雄团：前为一二三师三六九团，现为本旅。